# Umm Ayman
Umm Ayman Baraka bt. Thaʿlaba al-Ḥabashiyya (in arabo أم أيْمن بَـرَكَـة بنت ثعلبة الحبشية‎?); ... – tra il 644 e il 650) è stata una giovane schiava abissina comperata da ʿAbd Allāh ibn ʿAbd al-Muṭṭalib (padre di Maometto), che la regalò alla moglie, Āmina bt. Wahb. È più nota con la sua kunya, acquisita più tardi, di Umm Ayman.
Rimasta vedova, Āmina la destinò a fare da balia asciutta del futuro profeta dell'Islam una volta che questi tornò dal periodo di allattamento passato con la nutrice Halima, entrando poi a far parte dell'eredità del fanciullo quando anche la madre del Profeta morì prematuramente.
Dopo il matrimonio di Maometto con Khadija bint Khuwaylid, fu affrancata e fatta sposare al medinese dei Banu Khazraj, ʿUbayd ibn Zayd. Dal loro matrimonio nacque il figlio Ayman, che le consentì di fregiarsi della kunya Umm Ayman.
Qualche tempo dopo la morte del marito, Umm Ayman (tornata a Mecca), fu data in moglie da Maometto al figlio adottivo Zayd ibn Haritha e dal loro matrimonio venne al mondo Usama ibn Zayd.
Non c'è certezza sulla data della sua morte. Ci sono cronisti che parlano di un mese dopo la morte di Maometto (632), altri parlando di 6 mesi e altri nel corso del califfato di ʿOmar ibn al-Khaṭṭāb o di Uthman ibn Affan.
Umm Ayman fu sempre al servizio di Maometto, anche dopo la sua manomissione, fino alla morte del profeta nel 632 e a lei Maometto fu sempre affezionatissimo, considerandola di fatto - al pari di Ḥalīma bt. Abī Dhuʿayb - una sua seconda madre.